# Octave Lapize

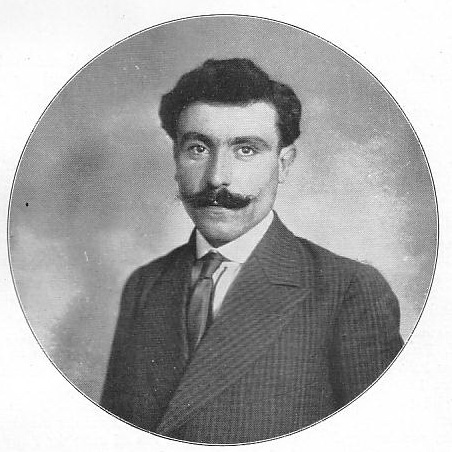
Octave Lapize (1910)

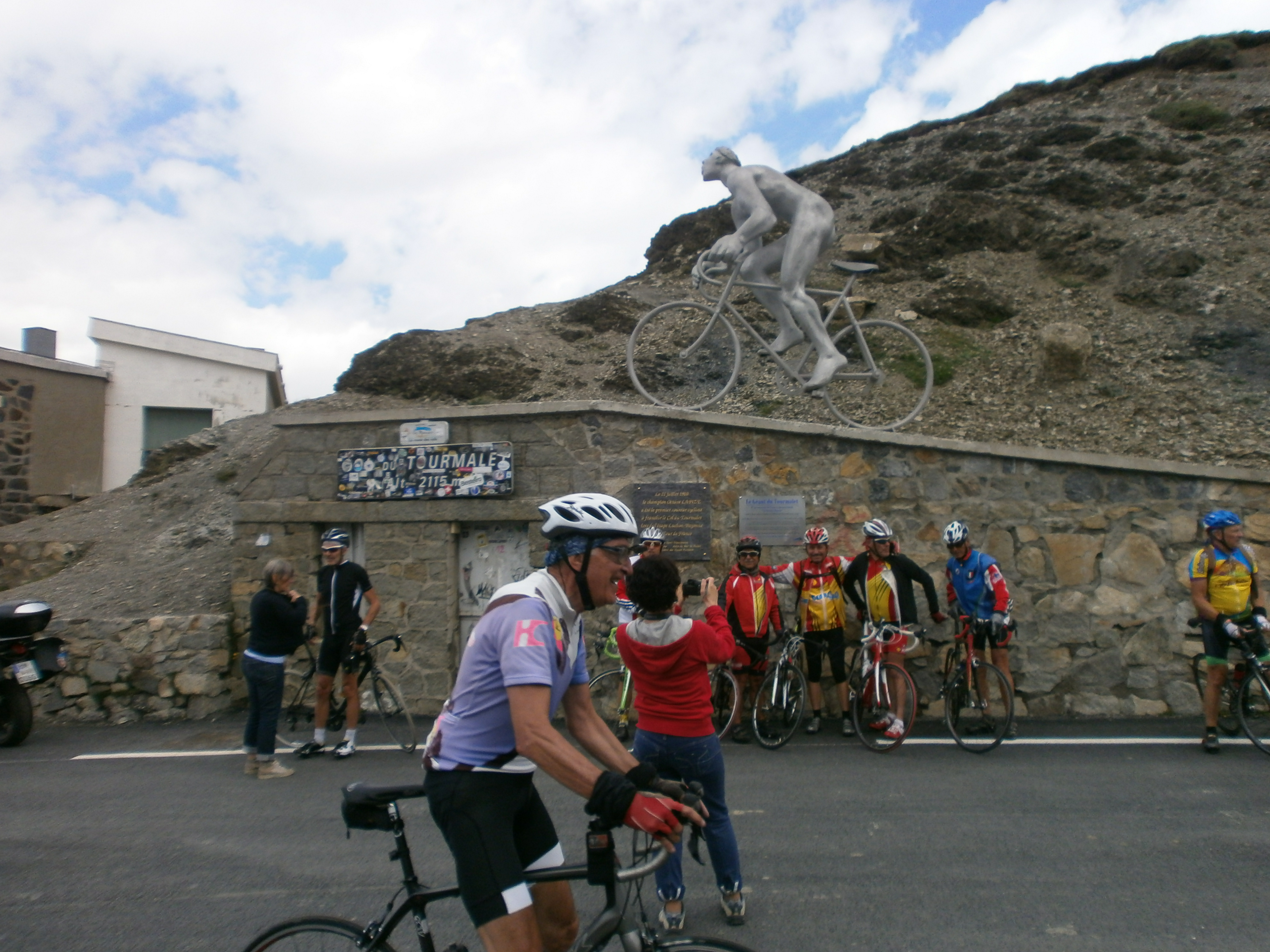
Eine typische Szene am Col du Tourmalet. Hobbyradfahrer stellen sich unter dem Géant du Tourmalet für ein Erinnerungsfoto auf.

Octave Lapize (* 24. Oktober 1887 in Montrouge; † 14. Juli 1917 in Toul) war ein französischer Radrennfahrer. 
Bereits als Amateur konnte er Erfolge erzielen, so gewann er u. a. das Rennen Bol d'Or für Amateure. Sein größter Erfolg war der Gesamtsieg bei der Tour de France 1910. In dieser Auflage der Tour de France wurde zum ersten Mal der Col du Tourmalet überquert, und Lapize war der führende Fahrer bei der Überquerung. Auf der Passhöhe steht eine Skulptur, die diese erste Überquerung symbolisiert und offiziell „Le Géant du Tourmalet“ (der Gigant des Tourmalet) heißt. Als Anerkennung für Lapize hat sie den Beinamen „Octave le Géant“ erhalten. Im weiteren Verlauf der 326 km langen Etappe, die von Luchon nach Bayonne führte und neben dem Col du Tourmalet auch den Col de Peyresourde, Col d’Aspin und Col d’Aubisque enthielt, beschimpfte der völlig verausgabte Lapize die Organisatoren der Tour mit „Vous êtes des assassins. Oui, des assassins!“ (Sie sind Mörder, ja Mörder!). 1907 gewann er die nationale Meisterschaft im Querfeldeinrennen.
Weitere Erfolge:
- 3. Platz Olympische Sommerspiele 1908 (100 km Bahnradfahren)
- Französischer Straßenmeister (1911, 1912, 1913)
- Sieg bei Paris–Roubaix (1909, 1910, 1911)
- Sieg bei Paris-Brüssel (1911, 1912, 1913)
- Sieg bei Paris–Tours (1911)
- Etappensiege an der Tour de France: 1910 (viermal), 1912 und 1914 (je einmal)

1909 und von 1911 bis 1914 nahm er zwar an der Tour de France teil, musste aber das Rennen jedes Mal aufgeben.
Zu Beginn des Ersten Weltkriegs meldete sich Octave Lapize freiwillig zum Militärdienst. Am 14. Juli 1917 starb er in einem Hospital in Toul, nachdem er beim Absturz seines Flugzeugs schwer verletzt worden war.